# Arachané
Die Arachané oder auch Arachanes waren ein zu den indigenen Völkern Südamerikas zählender Stamm, der Teile des heutigen Uruguay und Brasiliens besiedelte.
Sie gehörten zu der Gruppe der Tupí Guaraní-Indianer. Ihr Siedlungsgebiet lag hauptsächlich in Rio Grande do Sul, reichte in Ausläufern aber auch in den östlichen Teil Uruguays bis zur Laguna Merín. Dort siedelten sie vor allem im Gebiet des heutigen Departamento Rocha. Es wird berichtet, dass die Arachanes ihre Haare zu kräuseln pflegten und mit den Guanaes (oder Guayanas) und den Charrúas in Feindschaft und kriegerischer Auseinandersetzung lebten. Zudem werden sie als gutmütig und beleibt (Gente dispuesta y corpulenta) beschrieben.
Die Anzahl der Stammesangehörigen wurde bereits zu einem frühen Zeitpunkt der Kolonisation infolge von Sklavenjagden der Paulistaner stark verringert. Der Stamm ging letztlich unter.